# Pelin Esmer
Pelin Esmer est une scénariste et réalisatrice turque née en 1972 à Istanbul.

## Biographie
Pelin Esmer étudie à la faculté des sciences sociales de l'université du Bosphore à Istanbul. Elle a une formation d'anthropologue. Elle s'oriente vers le cinéma et réalise un premier court métrage, Koleksiyoncu (Le Collectionneur), consacré à son oncle Mithat Esmer. Celui-ci est, à nouveau, le protagoniste principal de sa première fiction, 10 to 11 (2009).

## Filmographie
- 2002 : Koleksiyoncu: The Collector (moyen métrage documentaire)
- 2005 : Oyun (La Pièce) (documentaire)
- 2009 : Les Collections de Mithat Bey (11'e 10 kala)
- 2012 : La Tour de guet (Gözetleme Kulesi)

## Distinctions
- Prix Yilmaz Güney au Festival du film Golden Boll d'Adana 2006 pour Oyun
- Meilleur film de la région de la mer Noire 2006 pour Oyun
- Meilleur film, meilleur scénario au Festival du film Golden Boll d'Adana 2009 pour 10 to 11
- Meilleur jeune réalisateur du Moyen-Orient au Festival du film du Moyen-Orient d'Abou Dabi 2009 pour 10 to 11